# Pierre-Adrien Dalpayrat

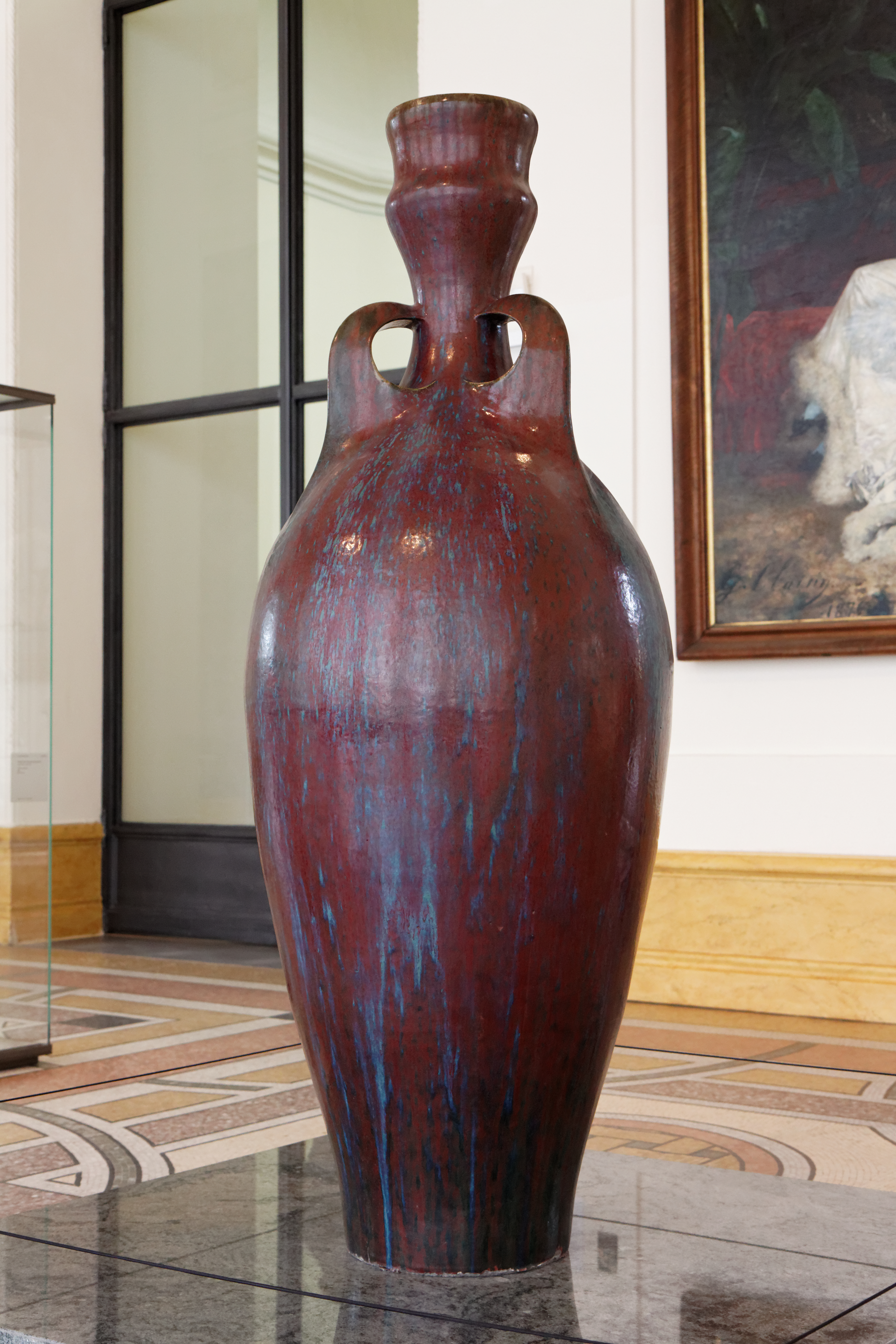
Vase en grès émaillé, Paris, Petit Palais.

Pierre-Adrien Dalpayrat, né le 14 avril 1844 à Limoges (Haute-Vienne) où il est mort le 10 août 1910, est un céramiste français, l'un des plus importants représentants du renouveau de la céramique européenne la fin du XIXe siècle.

## Biographie
Pierre-Adrien Dalpayrat fréquente à partir de 1859 l'école de dessin, puis l'école pratique de peinture sur porcelaine de Limoges.
Cette formation acquise, il entre à la faïencerie Jules Vieillard et Cie à Bordeaux, ville où il épouse Marie Tallerie le 17 mai 1866. En 1873, il quitte cette fabrique pour rentrer à Limoges où il est embauché chez Léon Sazerat (1831-1891). En 1874, il reprend la route et travaille aux faïenceries Ashwin à Valentine.

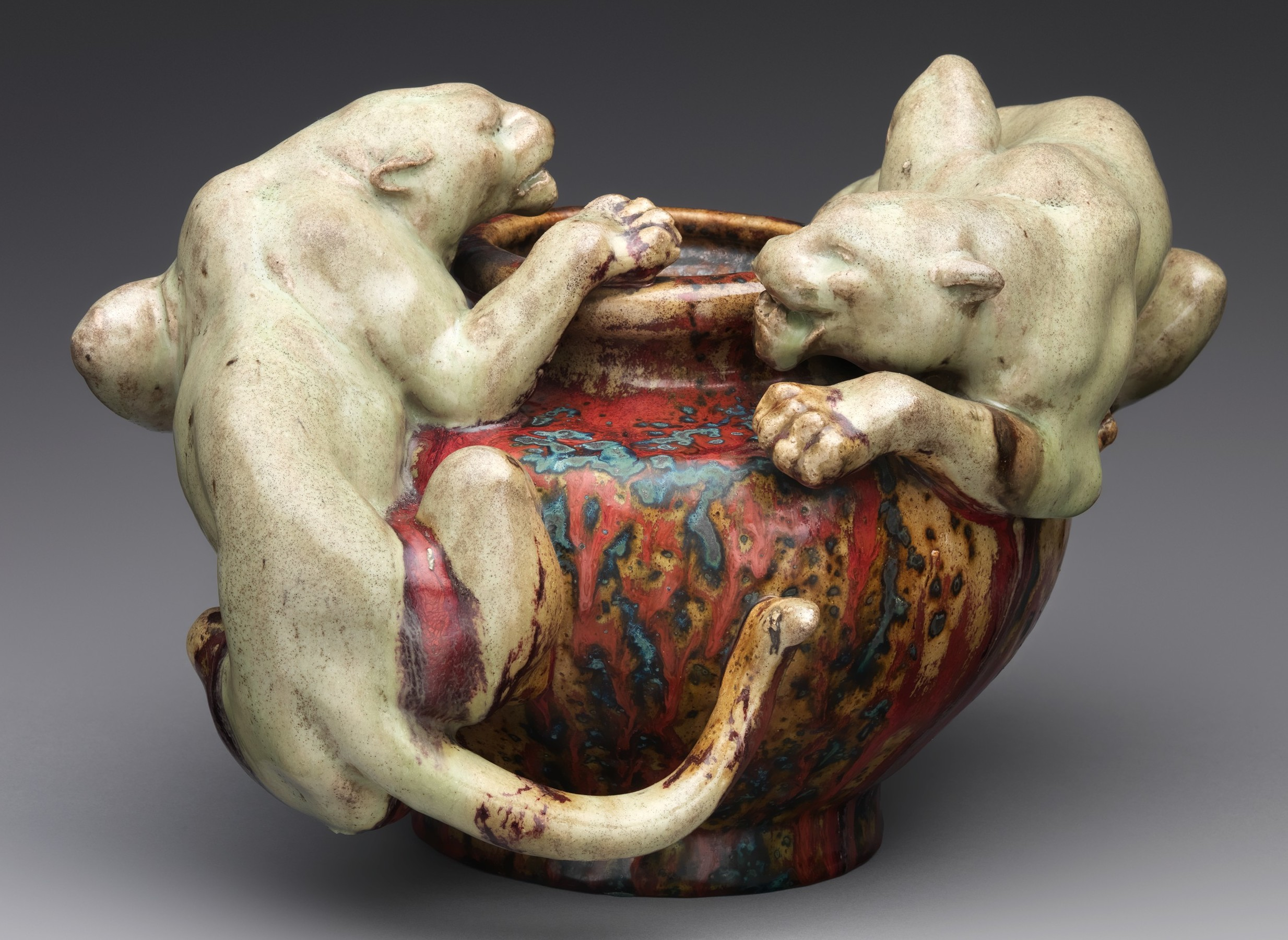
c. 1894-95, Metropolitan Museum of Art, New York

Un an après, il entre à la faïencerie Fouquet à Toulouse. Sa fille Julie naquit dans cette ville en 1878. Il quitte cette faïencerie en 1876 ou en 1878 pour prendre la direction de la fabrique de François Blanc à Monaco. En 1885, il accompagne Léopold Magnat et sa femme. Ils quittent François Blanc et vont s'installer à Menton.
Après le tremblement de terre de 1887 qui détruit leur atelier, il retourne chez Léon Sazerat à Limoges. En 1889, il ouvre sa propre faïencerie à Bourg-la-Reine. Il s'installe d'abord aux nos 5 et 7 Grande-Rue (actuels nos 31 et 33 avenue du Général-Leclerc), où se trouve également la fabrique de Jules Edouard et d'Ernest-Louis Carron, puis ils annexeront le no 9. Il semble qu'il ait également demeuré au no 22 Grande-Rue pour déménager en 1895 au no 19.
Vers 1889, il utilise le four de Jean-Charles Auboin (1731-1809) et de ses fils, autres faïenciers célèbres de Bourg-la-Reine, également installés aux nos 31 et 33, et qui travaillent avec Pardoux, autre céramiste de Bourg-la-Reine, célèbre pour ses grès flambés jaspés. Il emploie son épouse, Marie Tallerse, et leurs enfants Albert, Adolphe, Hippolyte et Paul.
Il acquiert une maîtrise du travail du grès et donne son nom au « rouge Dalpayrat ». Cette nuance fit sa renommée internationale. Il l'obtient en utilisant l'oxyde de cuivre et en maîtrisant l’atmosphère, la durée de cuisson, ainsi que la température pour obtenir des effets inédits d'une teinte rouge sang de bœuf. En 1892, il signe un premier contrat de collaboration avec le sculpteur Alphonse Voisin-Delacroix (1857-1893) et un second prévoyant une exclusivité réciproque pour une durée de douze ans. Il remporte un grand succès lors de l'exposition de ses œuvres à la galerie Georges Petit. En 1893, il fait la connaissance de la suédoise Agnès de Frumerie (1896-1937) avec qui il va collaborer quelque temps, mais les différences de caractère vont mettre un terme rapide à cette collaboration.

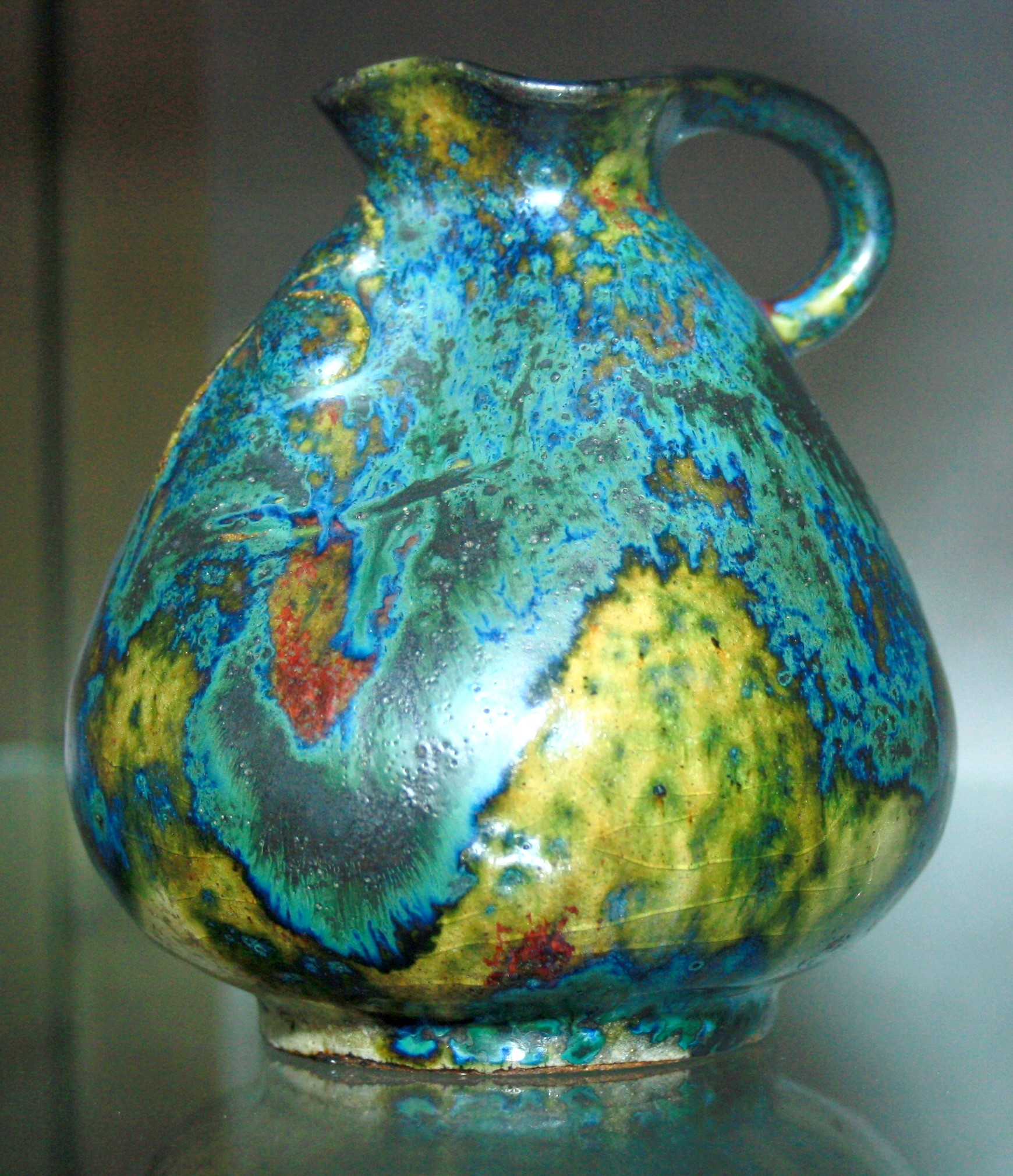
Pichet en grès flammé (vers 1900), Bourg-la-Reine, Maison Dalpayrat.

Cette même année, il participe à l'Exposition universelle de 1893 à Chicago. La collaboration avec Voisin-Delacroix va cesser brusquement à la suite de la mort du sculpteur, le 2 avril 1893. Il s'associe alors jusqu'en 1901 à Adèle Lesbros, qui lui apporte un soutien financier. Également collaborateur de Jean Coulon à partir de 1894, il connaît un beau succès avec ses grès flammés estampillés « à la Grenade ». Malgré cela, son entreprise connaît des difficultés financières récurrentes, ce qui l'oblige à orienter sa production vers des faïences plus classiques. Le 16 avril 1898, il marie sa fille, Julie à Paul Martial Dalpayrat, un cousin miroitier, à la mairie de Bourg-la-Reine.
Il reçoit une médaille d'or à l'Exposition universelle de 1900, ainsi que les insignes de chevalier de la Légion d'honneur. Il s'adjoint la collaboration de deux grands orfèvres, les joailliers parisiens Ernest Cardeilhac et Keller avec qui il va produire des pièces montées en bronze doré. Malgré cela, l'entreprise connaît toujours des difficultés et doit fermer en 1906. Pierre-Adrien Dalpayrat se retire alors dans sa ville natale où il meurt le 10 août 1910.

## Postérité
Son fils Adolphe Dalpayrat (1871-1934), qui s'installa à Bagneux en 1909, au numéro 44 de la rue du Progrès et poursuivit l'œuvre paternelle.
La faïencerie est reprise par Volant, puis Genty à l'enseigne de Faïenceries de Bourg la Reine et d'Arcueil réunies avec la participation d'Albert et Adolphe Dalpayrat, deux des fils de Pierre-Adrien. On peut toujours voir la grande maison à l'architecture d'inspiration normande, décorée de faïences, propriété et demeure familiale d'Adrien Dalpayrat de 1895 à 1907, au no 43 avenue du Général-Leclerc à Bourg-la-Reine,,. Quelques pièces de François Laurin, autre faïencier réginaburgien, sont également conservées en ce lieu.
Un timbre dessiné par le graveur Pierrette Lambert est sorti en 1994, il représente une théière en grès réalisée vers 1902.
La ville de Paris a donné son nom à un jardin du 15e arrondissement en 1985.

## Œuvres dans les collections publiques
En Allemagne
- Düsseldorf, musée Hetjens (de).

Aux États-Unis

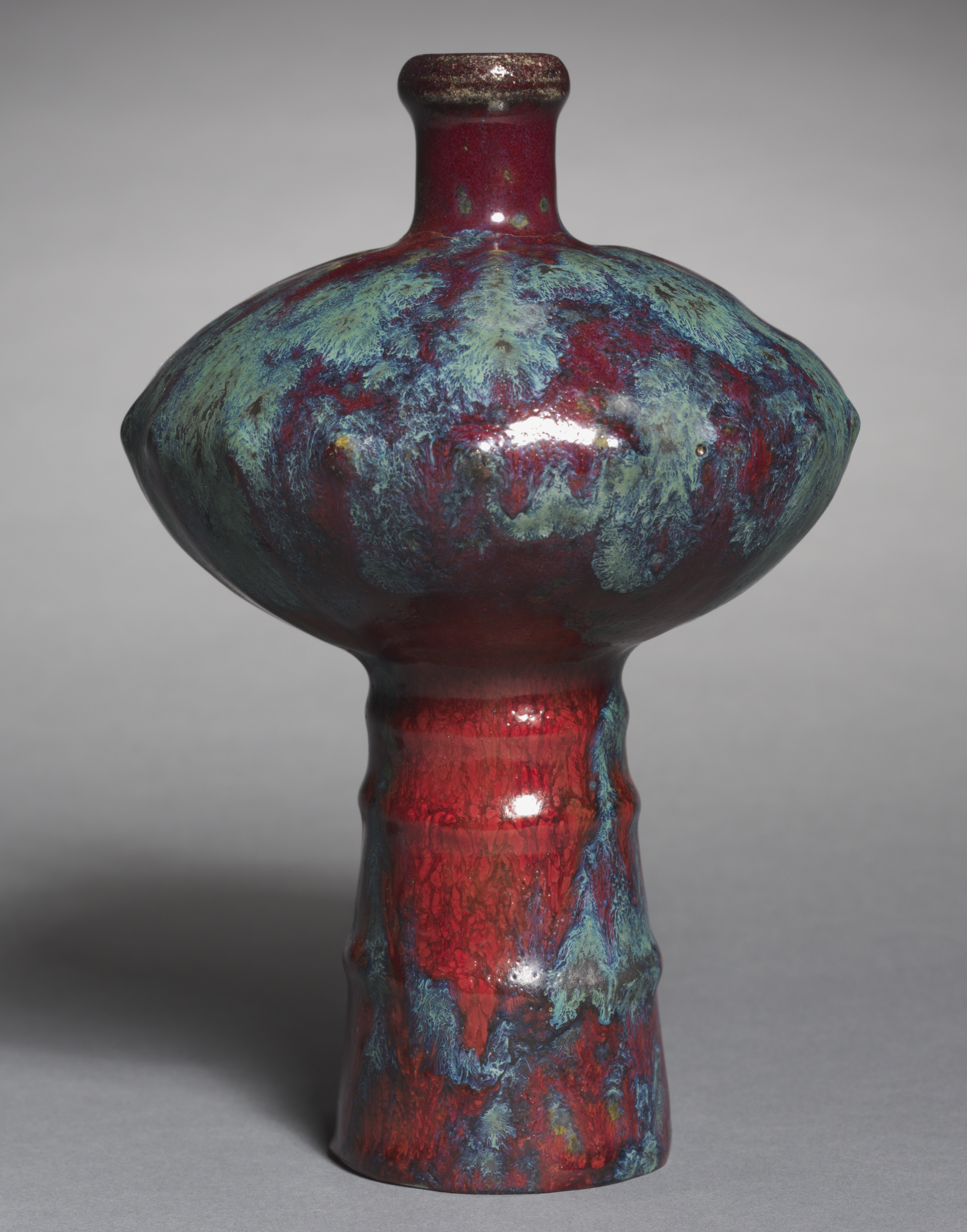
Cleveland Museum of Art, c. 1900

- Cleveland, Cleveland Museum of Art : Pot, vers 1900, grès, 9,6 × 10,5 cm.

En France
- Boulogne-sur-Mer, château de Boulogne-sur-Mer.
- Bourg-la-Reine, Maison Dalpayrat, Collection Dalpayrat[6].
- Douai, musée de la Chartreuse : 18 œuvres.
- Limoges, musée Adrien-Dubouché : Plat : Léon Gambetta, vers 1875, portrait en médaillon, atelier de Léon Sazerat, diamètre : 54 cm[7].
- Paris :
  - musée des arts décoratifs : Vase et sa monture, 1900, dessin de Maurice Dufrêne (1875-1955), dessinateur de la monture : Lucien Bonvallet (1851-1919), orfèvre : Ernest Cardeilhac (1851-1904), grès émaillé et flammé, monture en argent repoussé et ciselé.
  - musée d'Orsay : La Cheminée, 1894, en collaboration avec Adèle Lesbros, grès émaillé, peuplier noirci, 300 × 230 × 50 cm.
  - Petit-Palais : Vase, vers 1900, grès émaillé, noir, jaune et rouge sang-de-bœuf, marque en creux « les grands feux de Dalpayrat », modelé par Alphonse Voisin-Delacroix, 22 × 23 cm ;
- Poitiers, musée Sainte-Croix.
- Saint-Amand-les-Eaux, musée de la Tour Abbatiale, Vase, v.1900, H. 82 cm.
- Sceaux, musée de l'Île-de-France.
- Sèvres, musée de la céramique de Sèvres.
- Vallauris, musée de la céramique, collection Jean Declein.

Au Royaume-Uni
- Londres, Victoria and Albert Museum : : Vase, 1896, grès et glaçure, 13,8 × 10,2 × 6,5 cm.

## Expositions
- 1892 : galerie Georges Petit à Paris.
- 1900 : galerie La Maison Moderne de Julius Meier-Graefe fondée en 1899.
- 1993 : « Alphonse Voisin-Delacroix - Ou quand un sculpteur rencontre un céramiste 1892-1893 », musée des beaux-arts de Besançon.
- 1994 : musée Joseph Déchelette à Roanne.
- 1995 : musée du château à Boulogne-sur-Mer.
- 1997 : « Adrien Dalpayrat : céramique française de l'art nouveau », château de Gingins à la Fondation Neumann
- 1998 : Kermuseum de Zons.
- Du 3 octobre au 31 décembre 1999 : « Pierre-Adrien Dalpayrat », Gand (Belgique), Museum voor Sierkunst und Vormgeving.
- Mai-Juillet 2006 : Museo Nacional de Arte decorativo, Buenos Aires (Argentine).

## Récompenses et distinctions
- 1893 : médaille d'argent à la Société nationale d'horticulture, section poterie et faïences artistiques, Paris.
- 1893 : médaille de bronze à l'Exposition universelle de Chicago, section française hors-concours.
- 1893 : médaille de bronze à l'Académie contemporaine de Paris (France), section beaux-arts et décoration.
- 1894 : médaille d'argent à l'Exposition d'Anvers (Belgique), Salon triennal des beaux-arts.
- 1900 : médaille d'or à l'Exposition universelle de Paris.
- Août 1900 : chevalier de la Légion d'honneur.